# Даніель Густавссон
Даніель Густавссон (швед. Daniel Gustavsson, нар. 29 серпня 1990, Кунгсьор) — шведський футболіст, півзахисник норвезького «Ліллестрема».

## Клубна кар'єра
У дорослому футболі дебютував 2008 року виступами за «Вестерос», в якому провів один сезон, взявши участь у 22 матчах чемпіонату.
Своєю грою за цю команду привернув увагу представників тренерського штабу АІКа, до складу якого приєднався 2009 року. Проте заграти у складі шведського гранда не зміг і на правах оренди повернувся в «Вестерос», а після цього протягом трьох сезонів грав за фарм-клуб АІКа «Весбю Юнайтед», паралельно залучаючись і до ігор основної команди.
З початку 2012 року став основним гравцем АІКа. Відіграв за команду зі Стокгольма 53 матчі в національному чемпіонаті.
Наприкінці 2013 року уклав трирічний контракт з клубом «Еребру».

## Виступи за збірну
Виступав у складі юнацької збірної Швеції, взяв участь у 3 іграх на юнацькому рівні.

## Титули і досягнення
- Володар Суперкубка Швеції (1):

АІК: 2010
- Володар Суперкубка Сінгапуру (1):

АІК: 2010